# Whale Back (Port La Tour)
Whale Back – mielizna (back) w kanadyjskiej prowincji Nowa Szkocja, w hrabstwie Shelburne (43°29′21″N, 65°26′24″W), w zatoce Port La Tour; nazwa urzędowo zatwierdzona 26 kwietnia 1965.